# Chirita umbrophila
Chirita umbrophila có thể là một loài thực vật có hoa trong họ Tai voi (Gesneriaceae). Loài này được C.Y.Wu ex H.W.Li mô tả khoa học đầu tiên năm 1983. Loài chỉ được biết đến từ một mẫu vật đang ra quả không có đầu nhụy không rụng, và như thế là không thể xác định nó có thuộc về Chirita hay không.